# Петухов, Сергей Викторович
Сергей Викторович Петухов (род. 22 мая 1966, Каменск-Уральский, Свердловская область) — российский палеонтолог, геолог и исследователь метеоритов, организатор выставок и музейного дела, директор Музея истории мироздания.

## Биография
В 1987—1992 годах учился на Геологическом факультете МГУ, окончил кафедру палеонтологии.
Работал в Палеонтологическом институте РАН
Организатор выставок ископаемых организмов и метеоритов в разных городах и музеях России.
Директор Музея истории мироздания — единственного тематического музея в Московской области по геологии, палеонтологии и метеоритике (Талицы (городской округ Истра)).
Научный редактор журналов «Палеомир» и «Альманах Jewel&Тгаvel».

## Публикации
Автор публикаций и докладов по палеонтологии, геологии и музейному делу, среди них:
- Губин Ю. М., Голубев В. К., Буланов В. В., Петухов С. В. Следовые дорожки парейазавров из верхней перми Восточной Европы // Палеонтологический журнал. 2003 С. 67-76.
- Петухов С. В. Актуальные проблемы частного коллекционирования окаменелостей в России // 200 лет отечественной палеонтологии. М.: ПИН РАН, 2009. С. 101—102.
- Петухов С. В. Основные понятия в тафономии // Палеонтология и эволюция биоразнообразия в истории Земли (в музейном контексте). М.: ГЕОС, 2012. С. 140—141.
- Петухов С. В., Корочанцев А. В. Проект Музея Истории мироздания // Prehistoric. Палеонтологическое наследие: изучение и сохранение. М.: МедиаГранд. 2015. C. 27—30.
- Петухов С. В., Корочанцев А. В. Морфология недавно открытых юрских строматолитов в московских разрезах // Палеонтологический музейный коллоквиум. Кунгур. 2015.
- Борисовский С. Е., Иванова М. А., Лоренц К. А., Корочанцев А. В., Петухов С. В. Биогенное происхождение микроскопических сфероидов оксида железа в осадочных породах // Ппроблемы палеоэкологии и исторической геоэкологии. М.: ПИН РАН, 2018.
- Петухов С. В. Владимир Прохорович Амалицкий — жизнь в служении: (к 150-летию со дня рождения) // Музей истории мироздания. 2020.